# Nikolaj Il'ič Beljaev
Nikolaj Il'ič Beljaev (in russo Николай Ильич Беляев?; Kuterem, 1º febbraio 1903, 19 gennaio del calendario giuliano – Mosca, 28 ottobre 1966) è stato un politico sovietico.

## Biografia
Membro del Partito Comunista Russo (bolscevico) dal 1921, si laureò nel 1925 all'Istituto di economia Plechanov di Mosca. Fu membro del Comitato Centrale del PCUS dal 1952 al 1961, fece parte della Segreteria dal 1955 al 1958 e del Presidium del Comitato centrale dal 1957 al 1960. Nello stesso periodo fu Primo segretario del Partito Comunista del Kazakistan.